# Tellbiene
Die Tellbiene (Apis mellifera intermissa) ist eine Unterart der Honigbiene in Nordafrika. Das Verbreitungsgebiet reicht von Marokko bis zum Osten Libyens und auch ins südliche Spanien.

## Morphologie
Apis mellifera intermissa ähnelt morphologisch der sehr nahe verwandten Unterart Apis mellifera sahariensis (Saharabiene), jedoch hat diese gelbe Ringe auf ihrem Hinterleib. A. m. intermissa ist dagegen fast schwarz.